# Nahuel Losada
Nahuel Hernán Losada (ur. 17 kwietnia 1993 w Berisso) – argentyński piłkarz występujący na pozycji bramkarza, od 2024 roku zawodnik Lanús.